# Фридрих III (Тек)
Вижте пояснителната страница за други личности с името Фридрих III.
Фридрих III фон Тек (на немски: Friedrich III von Teck; † 28 септември 1390) от страничната линия Тек на рода на Церингите, е херцог на Тек (1334 – 1390) и фогт в Аугсбург (1347), в Швабия и Елзас (1359), и императорски дворцов съдия (1367).

## Биография
Той е син на херцог Лудвиг III фон Тек († 28 януари 1334) и съпругата му графиня Маргарета фон Труендинген († 10 август 1348), дъщеря на граф Фридрих II (VI) фон Труендинген († 1290) и графиня Агнес фон Вюртемберг († 1305).
Той умира на 28 септември 1390 г. и е погребан в Кирххайм.

## Фамилия
Фридрих III се жени пр. 17 март 1359 г. за графиня Анна фон Хелфенщайн (* ок. 1360; † 18 ноември 1392), наследничка на Фалкенщайн, дъщеря на граф Улрих XI фон Хелфенщайн († 13 май 1361) и Беатрикс фон Шлюселберг († 24 януари 1355). Те имат децата:
- Агнес († 23 април 1386), омъжена ок. 1370 г. за граф Хайнрих V (VII) фон Верденберг-Зарганс († 26 януари 1397)
- Конрад V (* 5 май 1361; † 9 юли 1386), херцог на Тек (1361 – 1386), женен на 14 юни 1377 г. за Верде/Виридис (Берта) д’Есте ди Ферара (* 27 април 1354; † 20 август 1400), дъщеря на Алдобрандино III д’Есте, господар на Модена, викар на Ферара (1335 – 1361) и Беатриче де Камино († 1388)
- Георг († 24 юли 1422), доктор по теология, австрийски приор в Минделхайм
- Фридрих IV († 4 август 1411), херцог на Тек (1391), женен за дъщеря на херцог Конрад VII фон Урзлинген († сл. 1372) и Верена фон Кренкинген
- Улрих II († 7 август 1432), херцог на Тек (1391 – 1432), жени се I. за принцеса Анна Полска, II. маркграфиня Урсула фон Баден и III. за Агнес фон Тирщайн
- Лудвиг VI († 19 август 1439), херцог на Тек (1401 – 1411), патриарх на Аквилея (1412 – 1420, изгонен)
- Беатрикс († сл. 22 юли 1422), омъжена пр. 25 август 1367 г. за Фридрих II фон Хайдек, господар на Хайдек-Лихтенау, майор в Нюрнберг († 9 май 1423)
- Маргарета († сл. 1422), омъжена пр. 24 септември 1397 г. за граф Фридрих III фон Ортенбург († 1418/1420)
- Гута (Ута) († сл. 10 януари 1409), омъжена пр. 29 януари 1391 г. за граф Йохан I фон Вертхайм († 23 юни 1407)
- Ирмела (Ирмгард) († 24 юли 1422), омъжена пр. 25 март 1390 г. за Файт I фон Рехберг, господар на Хоенрехберг, Щауфенек, Бабенхаузен († 1416)
- Симон III (умира млад)
- Симон IV (умира млад)
- Елизабет (умира млада)